# 圣克鲁斯-杜埃斯卡尔瓦杜
圣克鲁斯-杜埃斯卡尔瓦杜是巴西米纳斯吉拉斯州的一个市镇。总面积258.335平方公里，总人口5193人，人口密度20.1人/平方公里。